# Carlos Avilez
Carlos Gilberto Avilez Ortega (Ciudad Obregón, Sonora, México; 14 de noviembre de 1967) es un músico, compositor, productor musical y escritor mexicano. Es conocido principalmente por ser el bajista y cofundador de la banda de rock, Cuca. Además de tener una carrera como músico solista, también ha sido miembro de los grupos Khafra, Forseps y Las Horas Muertas. Ha colaborado con distintos grupos y solistas, y participado en más de 30 producciones discográficas, en algunas de ellas como cantante. Como escritor, ha publicado tres libros.
En sus 40 años de trayectoria profesional ha recorrido todo tipo de foros, tocando prácticamente todos los géneros de música popular. Entre los artistas con los que ha colaborado se encuentran Jaime López, Projector, Jaramar, Nata, Oscar Fuentes, Neal Black, Gerardo Enciso, Luis Delgadillo y Los Keliguanes, Leo Marín, Galdino Chávez, Los Tristones de Puerto Bagdad, GoSe, Los Awilbur, entre otros.

## Biografía
Desde que era niño, Carlos aprendió música de mano de su padre, quien le enseñó los principios básicos teóricos de la música. A los 15 años comenzó a tocar el bajo eléctrico, siendo auspiciado por el padre Rogelio López, en su natal Ciudad Obregón, en Sonora. Más tarde, siendo influenciado por bandas de rock en inglés, en 1984 funda a la agrupación de heavy metal Khafra junto con varios amigos, donde permanece hasta 1987.
En 1986 se muda a la ciudad de Guadalajara (Jalisco), donde cursa estudios en la escuela de música de la Universidad de Guadalajara. En 1989 ingresa a la Universidad del Valle de Atemajac donde se titula como Licenciado en Ciencias y Técnicas de la Comunicación.[cita requerida] En Guadalajara conoce a José Fors, gracias a una amiga que ambos tenían en común. Para finales de 1989, funda junto a Fors la agrupación de rock pesado Cuca. Más tarde junto a Oscar Fuentes, Avilez crea el grupo de blues Horas Muertas, aunque este proyecto se vino abajo cuando Oscar Fuentes decide mudarse de localidad abandonando la agrupación.
Avilez colaboró con José Fors en sus obras Dr Frankenstein, la Ópera Rock y Orlok, El Vampiro. Posteriormente, Avilez comienza una agrupación no-formal con otros músicos, presentándose en vivo en el café-bar Rojo Café, esta agrupación se hacía llamar Los Extraños, donde todas las composiciones eran escritas por Avilez. Más tarde, el proyecto en que donde mezcla los estilos bolero, blues y rock, evolucionaría a ser La Orquesta Única de Carlos Avilez, y que más tarde cambiaría de nombre por el de Forajidos.
En 2006, Avilez es invitado por José Fors a ser parte de su banda, Forseps, tras la salida de David "Zumo" Osuna. En noviembre de 2009, Avilez publica un libro de literatura infantil-juvenil llamado "Una historia como cualquier otra", bajo el sello editorial Rhythm & Books este mismo sello le editó su primer disco-libro-DVD bajo el cuidado editorial de Elena Santibáñez, libro y disco compuesto de textos, dibujos y canciones por Avilez. Además del DVD con videoclip, documental y material extra realizados por Ray Cebada, este material literario-gráfico-musical-visual lleva por nombre "Si el infierno existiera", fue lanzado el 15 de mayo de 2013.
En 2016 gana la beca Conaculta y con ésta edita el álbum México Profundo, un cancionero compuesto por 15 temas de autores reconocidos como José Alfredo Jiménez, Cuco Sánchez, Tomás Méndez y Consuelo Velázquez, entre otros. El disco-libro contiene textos sobre cada tema, ahondando en anécdotas, datos del autor, otros intérpretes, etc. México Profundo salió a la luz pública el 2 de febrero de 2016. En 2018 edita un álbum grabado en vivo en el Centro Cultural Constitución de Zapopan, titulado La Orquesta Única de Carlos Avilez. 
En 2022, Avilez regresa con Khafra para regrabar el Disco negro, pero esta vez en una sesión en vivo, editado en audio y video. El material lleva por nombre "XXXV" (pues se realizó en el aniversario treinta y cinco del primer álbum de Khafra).
Entre los años 2020 y 2022, tiempos de pandemia por COVID, produjo el disco De Norte a Norte, un tributo personal a la música norteña donde se acompaña del grupo Los Tristones de Puerto Bagdad, banda comandada por Jaime López en la voz principal donde participaron Chacha Rivera en guitarra, Nacho "el implacable" González en batería, David Silva en acordeón, Jorge García en bajoquinto, y el propio Avilez en el bajo y segunda voz. También en este tiempo grabó 12 temas inéditos producidos por Chacha Rivera y publicados como Las sesiones del desierto, un álbum con un sonido fronterizo (conocido como Dark Western) pero con cierta influencia de las tribus étnicas del noroeste de México. Este disco se incluyó en la lista de los cinco mejores discos de 2023 de Humphery Inzillo, publicada en la revista Banda Elástica (edición Argentina), y también ganó el premio Minerva de Guadalajara (edición 2024) a la mejor canción por el tema “Paraíso”.

## Discografía

### Con Khafra
- 1986: Khafra (Disco negro)
- 2022: XXXV

### Con Cuca
- 1992: La invasión de los blátidos
- 1993: Tu cuca madre ataca de nuevo
- 1995: La racha
- 1997: El cuarto de Cuca
- 2004: Viva Cuca (En directo)
- 2006: Con pelotas
- 2015: La venganza de Cucamonga
- 2017: Semen
- 2017: Cuca vive (En directo)
- 2020: Pornoblattea

### Con Horas Muertas
- 2005: Las Horas Muertas de Virgilio Nadies Cadejo
- 2009: 2:01 A.M.

### Con Forseps
- 2008: Forseps V
- 2013: 6 PM
- 2023: FSP7

### Como solista
- 2013: Si el Infierno Existiera (Disco-libro)
- 2016: México Profundo (Disco-libro)
- 2018: La Orquesta Única de Carlos Avilez (En directo)
- 2022: De Norte a Norte (Colaboración con Los Tristones de Puerto Bagdad)
- 2023: Las Sesiones del Desierto

### Colaboraciones
- Dr Frankenstein, José Fors, Universidad de Guadalajara, 2009.
- Reproducciones Vol 1, José Fors, Universidad de Guadalajara, 2010.
- Orlok, El Vampiro, José Fors, Universidad de Guadalajara, 2012.

- GOSE, GoSe, Ind. 2024
- EL NÁUFRAGO (Sencillo) Carlos Avilez y Arturo Ybarra, Ind. 2024
- PUNTA DE FLECHA (Sencillo) Carlos Avilez y El Javis, Ind. 2024
- NO LO DEJES AFUERA (Sencillo) Carlos Avilez y Oscar Fuentes, Ind. 2024

- Un Gato en Celo, Oscar Fuentes, Mix Records, Ind, 1994.
- Una Navaja, Oscar Fuentes, Ind. 2004.
- Esto que ves es lo que soy, Oscar Fuentes, Ind. 2009.
- Yo quiero estar ahí, Leo Marín, Rojo Café ediciones, 2003.
- Duerme por la noche Oscura, Jaramar, 2004.
- Por los arrabales, Jaime López, Fonarte Latino, 2008.
- NATA, Universal, 2003.
- Krudo, NATA, Universal, 2006.

## Publicaciones editoriales
- Avilez, Carlos (2009). Una Historia como Cualquier Otra. Rhythm & Books. ISBN 9786070010996.